# Rakousko na Letních olympijských hrách 1952
Rakousko na Letních olympijských hrách 1952 ve finských Helsinkách reprezentovalo 112 sportovců (91 mužů a 21 žen) v 16 sportech.

## Medailisté
| Medaile | Jméno                       | Sport      | Disciplína      |
| ------- | --------------------------- | ---------- | --------------- |
| Stříbro | Gertrude Liebhart           | Kanoistika | Ženy K-1 500 m  |
| Bronz   | Max Raub Herbert Wiedermann | Kanoistika | Muži K-2 1000 m |